# Честертаун (Нью-Йорк)
Честертаун (англ. Chestertown) — переписна місцевість (CDP) в США, в окрузі Воррен штату Нью-Йорк. Населення — 586 осіб (2020).

## Географія
Честертаун розташований за координатами 43°38′35″ пн. ш. 73°47′1″ зх. д. / 43.64306° пн. ш. 73.78361° зх. д. (43.643112, -73.783522).  За даними Бюро перепису населення США в 2010 році переписна місцевість мала площу 9,99 км², з яких 9,95 км² — суходіл та 0,03 км² — водойми.

## Демографія
Згідно з переписом 2010 року, у переписній місцевості мешкало 677 осіб у 304 домогосподарствах у складі 174 родин. Густота населення становила 68 осіб/км².  Було 358 помешкань (36/км²).
Расовий склад населення:
| - 97,0 % — білих - 0,6 % — чорних або афроамериканців - 0,1 % — корінних американців - 0,1 % — азіатів - 1,2 % — осіб інших рас |

До двох чи більше рас належало 0,9 %. Частка іспаномовних становила 4,4 % від усіх жителів.
За віковим діапазоном населення розподілялося таким чином: 22,2 % — особи молодші 18 років, 62,3 % — особи у віці 18—64 років, 15,5 % — особи у віці 65 років та старші. Медіана віку мешканця становила 42,7 року. На 100 осіб жіночої статі у переписній місцевості припадало 94,5 чоловіків;  на 100 жінок у віці від 18 років та старших — 88,9 чоловіків також старших 18 років.
Середній дохід на одне домашнє господарство  становив 48 728 доларів США (медіана — 46 761), а середній дохід на одну сім'ю — 51 855 доларів (медіана — 50 556). За межею бідності перебувало 13,2 % осіб, у тому числі 11,3 % дітей у віці до 18 років та 22,6 % осіб у віці 65 років та старших.
Цивільне працевлаштоване населення становило 323 особи. Основні галузі зайнятості: роздрібна торгівля — 23,8 %, будівництво — 20,1 %, освіта, охорона здоров'я та соціальна допомога — 13,9 %, виробництво — 13,3 %.